# Kustodia Ziemi Świętej
Kustodia Ziemi Świętej − samodzielna jednostka administracyjna Zakonu Braci Mniejszych, będąca jedną z kustodii niezależnych tego zakonu, obejmująca tereny Bliskiego Wschodu, w tym Izrael, Autonomię Palestyńską, Jordanię, Syrię, Liban, Rodos i Cypr.
Oficjalnym znakiem Kustodii, rozpoznawalnym na wszystkich budowlach stanowiących jej własność, jest krzyż jerozolimski. Patronem Kustodii jest św. Antoni z Padwy.

Herb Kustodii Ziemi Świętej

## Historia
Misja franciszkanów w Ziemi Świętej sięga roku 1217. Na kapitule generalnej w Asyżu, jeszcze za życia założyciela Zakonu Braci Mniejszych św. Franciszka z Asyżu, podjęto decyzję o wysłaniu zakonników na Bliski Wschód. Specyficzna rola, jaką pełni Kustodia od średniowiecza na terenie Bliskiego Wschodu, została doceniona przez Stolicę Świętą. Działalność misyjna braci została potwierdzona specjalnymi bullami „Gratias agimus” i „Nuper carissimae” 21 listopada 1342 r. przez papieża Klemensa IV.

## Kalendarium
Wielowiekowa historia Kustodii jawi się jako stopniowe odzyskiwanie dla Kościoła katolickiego sanktuariów chrześcijańskich w Ziemi Świętej:
- 1217 − Zakon Braci Mniejszych zostaje podzielony na prowincje, wśród nich dokumenty wymieniają Prowincję Ziemi Świętej[5].
- 1219 − św. Franciszek z Asyżu udaje się przez Palestynę do Egiptu, gdzie spotyka się z sułtanem Al-Kamilem[5].
- 1229 − minoryci zakładają klasztor w Jerozolimie w okolicach dzisiejszej V stacji Drogi Krzyżowej.
- 1323 − franciszkanie obejmują służbę w bazylice Bożego Grobu, gdzie konstytuuje się niewielka wspólnota.
- 1335 − zostaje założony klasztor w Wieczerniku na chrześcijańskim Syjonie.
- 1342 − kanoniczne potwierdzenie misji braci mniejszych w Oriencie przez papieża Klemensa IV.
- 1347 − ostateczne przejęcie opieki nad bazyliką Narodzenia Pańskiego w Betlejem[6].
- 1363 − przejęcie opieki nad Grobem Matki Bożej w Dolinie Cedronu (utożsamianej w tradycji z Doliną Jozafata) (do 1757).
- 1485 − zakupiono miejsce narodzin św. Jana Chrzciciela w En Kerem.
- 1551 − franciszkanie zostają wyrzuceni z Wieczernika, zatrzymują się u Ormian.
- 1557 − siedzibą Kustodii staje się zakupiony od Gruzinów Klasztor Najświętszego Zbawiciela w Jerozolimie.
- 1620 − franciszkanie, dzięki działalności kustosza Tommaso Obiciniego OFM, wchodzą w posiadanie ruin wokół Groty Zwiastowania w Nazarecie[7].
- 1631 − kustosz Diego Campanile zakupił ruiny sanktuarium Przemienienia Pańskiego na Taborze[8].
- 1679 − zakup terenu obecnego sanktuarium Nawiedzenia św. Elżbiety w En Kerem.
- 1889 − własnością Kustodii stają się: V stacja Drogi Krzyżowej Jerozolimie, sanktuarium Dominus Flevit na stoku Góry Oliwnej, miejsce Prymatu św. Piotra w Tabdze oraz ruiny w Magdali nad Jeziorem Genezaret.
- 1894 − Kustodia, dzięki o. Giuseppe Baldiemu OFM, weszła w posiadanie ruin starożytnego Kafarnaum[9].
- 1917 − części zakonników w związku z I wojną światową groziło uwięzienie.
- 1920 − Benedykt XV ogłosił św. Antoniego z Padwy patronem i opiekunem Kustodii Ziemi Świętej.
- 1964 − Ziemię Świętą i liczne klasztory Kustodii odwiedził papież Paweł VI podczas swej 1 podróży apostolskiej.
- 2000 − na terenie Kustodii gościł papież Jan Paweł II podczas swej 91 podróży apostolskiej[10].
- 2002 − grupa kilkunastu braci przeżyła oblężenie bazyliki Narodzenia Pańskiego w Betlejem[11].
- 2009 − w Ziemi Świętej gościł papież Benedykt XVI podczas swej 12 podróży apostolskiej.
- 2014 − klasztory Kustodii odwiedził papież Franciszek w czasie swojej podróży apostolskiej do Ziemi Świętej (24–26 maja)[12].

## Działalność
Terytorialnie obejmuje ziemie dzisiejszego Izraela, Autonomii Palestyńskiej, Jordanii, Syrii, Libanu i Cypru. Posiada swoje przedstawicielstwa w wielu krajach na świecie (m.in. we Włoszech, Hiszpanii, USA, Argentynie, Niemczech, Polsce). Celem powstania Kustodii było otoczenie opieką w imieniu Kościoła katolickiego sanktuariów związanych z życiem i działalnością Chrystusa i Apostołów oraz duszpasterstwo lokalnych katolików.
Franciszkanie z Kustodii Ziemi Świętej prowadzą parafie i szkoły, organizują pielgrzymki, rozwijają działalność naukową dotyczącą Biblii i środowiska jej powstania.
Główny przełożony tej bliskowschodniej prowincji franciszkańskiego zakonu nazywany jest Kustoszem Ziemi Świętej. Wybierany jest przez zakonników pochodzących z wielu krajów świata; Kustodia jest prowincją międzynarodową.
Kustodia posiada dwa centra naukowe: Studium Biblicum Franciscanum (Jerozolima) oraz Franciszkańskie Centrum Studiów o Chrześcijańskim Wschodzie (Kair). W Jerozolimie istnieje także, założone przez franciszkanów, Chrześcijańskie Centrum Informacyjne, koordynujące działalność związaną z opieką nad przybywającymi do Ziemi Świętej pielgrzymami.
Kustodia posiada własną, założoną w 1847 roku drukarnię − Franciscan Printing Press.
Ważniejszymi klasztorami Kustodii są konwenty: klasztor Najświętszego Zbawiciela (wł. San Salvatore) w Jerozolimie − siedziba Kustosza i Studium Theologicum Jerosolimitanum (wyższe seminarium), konwent w Betlejem, konwent przy bazylice Zwiastowania w Nazarecie, konwent przy bazylice Bożego Grobu, konwent w ogrodzie Oliwnym oraz dwa oficjalne przedstawicielstwa w Waszyngtonie (Commissariat of the Holy Land in America) i w Rzymie (Delegazione di Terra Santa).